# Poštak
Poštak är ett berg i Kroatien.   Det ligger i länet Zadars län, i den södra delen av landet, 170 km söder om huvudstaden Zagreb. Toppen på Poštak är 1 408 meter över havet, eller 85 meter över den omgivande terrängen. Bredden vid basen är 0,87 km.
Terrängen runt Poštak är huvudsakligen kuperad, men österut är den bergig. Runt Poštak är det mycket glesbefolkat, med 6 invånare per kvadratkilometer. Närmaste större samhälle är Strmica, 15,2 km sydost om Poštak. I omgivningarna runt Poštak växer i huvudsak lövfällande lövskog.